# 廖昇
廖 昇（りょう しょう、生年不詳 - 1402年）は、明代の官僚。本貫は襄陽府襄陽県。

## 生涯
学問と品行で名を知られ、方孝孺や王紳と仲が良かった。洪武末年、左府断事から太常寺少卿に抜擢された。建文初年、『太祖実録』の編纂にあたり、董倫と王景が総裁官となると、廖昇は高遜志とともに副総裁官となった。靖難の変が起こり、1402年（建文4年）6月に燕王朱棣の軍が長江を渡ると、建文政権は燕王に土地を割譲する条件で講和を図ったが、燕王に拒否された。廖昇はこれを聞いて慟哭し、家人と別れを告げ、自ら縊死した。建文帝に殉じた諸臣の最初のひとりであった。後に陳瑛が永楽帝（朱棣）に逆らって死んだ諸臣に追って恥辱を加えるよう請願したとき、その筆頭に挙げられたのが廖昇であった。